# Kontra-fit
Kontra-fit – w brydżu kontra, która obiecuje fit trzykartowy w kolorze partnera. Najczęściej stosowana po otwarciu, odpowiedzi półpozytywnej w kolor starszy  i wejściu przeciwnika na poziomie jednego albo dwóch (czasem też po wejściu na poziomie trzech). Przykładowo:
1♣   pas   1♥   2♦
kontra